# 에바 파블리크
에바 파블리크(독일어: Eva Pawlik, 1927년 10월 4일 - 1983년 7월 31일)는 오스트리아의 피겨 스케이팅 선수였다.

## 생애
1927년에 태어난 파블리크는 4세때 싱글 악셀과 많은 스핀을 뛸수있는 신동으로 간주되었다. 2차 세계 대전 이전에, 그녀는 미국에서 "매우 유망한 9세 비엔나" 피겨 스케이팅 선수로 간주되었다. 유럽에서, 그녀는 세계 챔피언 펠릭스 카스파어와 함께 "꾸준한 주석 군인의 동화"에 출연했다.

## 1948년 올림픽 은메달
1948년에 그녀는 올림픽과 세계 선수권 대회에서 은메달을 획득했다.

## 스포츠 해설가
1961년에 파블리크는 현역에서 은퇴했고 TV의 피겨 스케이팅 해설자가 될 수 있는 유럽 최초의 피겨 스케이팅 선수가 되었다. 파블리크는 1983년에 사망했다.

## 대회 성적
| Event            | 1942 | 1946 | 1947 | 1948 | 1949 |
| ---------------- | ---- | ---- | ---- | ---- | ---- |
| 동계 올림픽      |      |      |      | 2위  |      |
| 세계 선수권 대회 |      |      |      | 2위  | WD   |